# Soldier Creek
Soldier Creek – jednostka osadnicza w Stanach Zjednoczonych, w stanie Dakota Południowa, w hrabstwie Todd.